# (13513) Manila
(13513) Manila ist ein Asteroid des Hauptgürtels, der am 2. März 1990 von dem belgischen Astronomen Eric Walter Elst am La-Silla-Observatorium der Europäischen Südsternwarte in Chile (IAU-Code 809) entdeckt wurde.
Der Asteroid wurde am 29. August 2015 nach Manila benannt, der Hauptstadt der Philippinen.